# Libanasidus vittatus
Libanasidus vittatus is een rechtvleugelig insect uit de familie Anostostomatidae. De wetenschappelijke naam van deze soort is voor het eerst geldig gepubliceerd in 1899 door Kirby.